# Ermita de San Juan de Letrán (Isasondo)
La ermita de San Juan de Letrán es un inmueble de la localidad española de Isasondo, en la provincia de Guipúzcoa.

## Descripción
El edificio se encuentra en la localidad española de Isasondo, perteneciente a la provincia de Guipúzcoa, en la comunidad autónoma del País Vasco. Se menciona como basílica del lugar en el Diccionario histórico-geográfico-descriptivo de los pueblos, valles, partidos, alcaldías y uniones de Guipúzcoa (1862) de Pablo de Gorosábel, donde aparece descrita con las siguientes palabras:

hay una basilica de la advocacion de San Juan de Letran, que es de patronato particular; la cual en su orígen fué un hospital fundado por D. Antonio de Mendiola y D. Pedro de Berastegui á mediados del siglo décimo sesto, y se acabó de construir en el año de 1582. Su instituto era para albergar á los pobres mendigos y peregrinos, á quienes el patrono tenía que dar cama, un pedazo de pan y un cuartillo de sidra.
(Gorosábel, 1862, p. 264)